# Гульєльмо II Кріспо
Гульєльмо II (італ. Guiglelmo II Crispo; бл. 1390 — 1463) — 15-й герцог Наксоський в 1453—1463 роках.

## Життєпис
Походив з веронського роду Кріспо. Четвертий син Франческо I, герцога Архіпелагу, та Флоренци Санудо. Народився близько 1390 року. 1397 року за заповітом батька отримав острів Анафі. Невдовзі брат Джакомо I передав йому острів Андрос, проте не зміг вступити в його керування.
У 1447 році разом з братом Нікколо став опікуном свого внучатого небожа — герцога Джана Джакомо. Після смерті того 1453 року відповідно до Салічного закону герцогства від 1418 року як найближчий родич чоловічій лінії успадкував владу. При цьому заслав небогу Адріану Кріспо.
В цей час султан Мехмед II Фатіх захопив Константинополь. Гульєльмо II відправив йому вітання і подарунки. Разом з тим продовжив підтримку піратам, що завдавали чималої шкоди османським володінням та суднам. У відповідь султан відправив проти Наксоса флот під командуванням Юмуса-паші. Але той потрапив у шторм (втратив 25 галер), тому Юсум атакував Самотракі, поваливши місцевого синьйора Доріно II Гаттілузіо з впливової генуезької родини Гаттілузіо.
У квітні 1454 року Венеційська республіка уклала з Османською імперією мирний договір, в який включила і Наксоське герцогство. Після цього османські набіги тимчасово припинилися. Здійснив прощу на о.Патмос. Невдовзі вимушений був визнати також зверхність Османської імперії.
За його панування місцеві сеньйори знову стали фактично незалежними. Погане керування було частково пов'язано з тривалою хворобою герцога, який регулярно їздив приймати цілющі води на Мілосі. Гульєльмо II помер в 1463 році. Йому спадковував небіж Франческо II.

## Родина
Дружина — Єлизавета да Песаро
Діти:
- Флоренца (1463—1528), дружина Луїджі Барбаро

1 бастард